# Palermo FC
A Palermo Football Club egy olasz labdarúgócsapat a szicíliai Palermóból. A csapatot 2019-ben alapították, a korábban Unione Sportiva Palermo jogutódja.
A klub hivatalos színei a rózsaszín és a fekete, innen az egyik becenevük, a Rosaneri is (rózsaszín-feketék). A másik gyakran használt becenevük az Aquile (Sasok), utalva a klub címerében található sasra.
A klub hazai stadionja a Stadio Renzo Barbera, amit leggyakrabban csak La Favoritaként emlegetnek. A stadiont eredetileg 1932-ben építették, ám az 1980-as évek végén fel lett újítva, hogy megfelelő helyszín legyen az 1990-es VB-re. A stadion jelenleg 37000 férőhelyes, ami még olasz viszonylatban is jónak mondható.

## A klub történelme
A klub alapításának pontos időpontjával kapcsolatban többféle verzió is létezik. Az egyik, hogy a palermói brit konzul, Joseph Whitaker 1898-ban alapította a klubot, és tulajdonképpen tekinthetnénk őt is a klub első elnökének, ám az ennél elfogadottabb álláspont az, hogy a klubot 1900. november 1-jén alapították, Anglo Panormitan Athletic and Football Club néven. Eszerint a klubot egy fiatal palermói, Ignazio Majo Pagano, Whitaker kollégája alapította, aki a játék alapjait egy angliai kollégiumban ismerhette meg. Az egyesület alapítói között 3 brit és 9 palermói található, melyek többek között Whitaker, mint pénzügyi vezető, Edward De Gartson elnök, és ekkor lettek a csapat hivatalos színei a piros és a kék. Az első meccset 1900. december 30-án játszották egy ismeretlen angol csapat ellen. Az első meccs nem volt túl sikeres, ugyanis 5:0-s vereséget szenvedtek. Az első hivatalos mérkőzés ezután bő 4 hónappal, a Messina ellen következett, itt már sikeresebbek voltak, ugyanis 3:2-es győzelmet arattak.
1907-ben a csapat neve Palermo Foot-Ball Club-ra változott, és a klubszínek a ma is használt rózsaszín és fekete lettek. 1908-tól 1914-ig a Palermo az angol milliárdos, Sir Thomas Lipton által szervezett Lipton Challenge Cup-on tűnt fel, amelyet 3 alkalommal meg is nyert, 1912-ben például egy 6:0-s győzelemmel a döntőben.
Az első világháború alatt a csapat rövid időre megszűnt, majd 1919-ben alapították újra Unione Sportiva Palermo néven, egy csoport palermói egyetemista és sportoló jóvoltából. Az 1920-as évek elején a Campionato Lega Sud-ben vettek részt (ez egy dél-olaszországi bajnokság), ahol a legjobb eredmény az 1924-ben elért elődöntő volt, ahol a Taranto, az A.S. Roma elődjének számító Alba Roma és a most SSC Napoliként ismert Internaples együtteseivel találkoztak, ám itt véget is ért számukra a torna.
1927-ben a csapatnál pénzügyi gondok jelentkeztek, ám jött a segítség, és a csapat megmenekült. Ezután bekerült a mai Serie C1-nek megfelelő Prima Divisioneba, ahol mindössze 3 szezont töltöttek, mert 1930-ban följutottak a Serie B-be, majd végül 1932-ben a Serie A-ba is följutottak. Debütáló szezonjukban már egy új stadionra volt szükségük, és ennek a Stadio Littorio nevet adták. Ez a mai Favorita szomszédságában volt. A csapat 1936-ig játszott a Serie A-ban, majd kiestek, és ezután jöhetett létre első ízben a szicíliai derbi, a Catania-Palermo.
1936-ban a Palermo is a Mussolini vezette fasiszta rezsim befolyása alá került, és a klub színeit is meg kellett változtatni, sárga-pirosra. Eközben ismét előjöttek az anyagi nehézségek, és 1940-ben ki lettek zárva az olasz szövetségből emiatt.
A második világháború után visszatértek a Serie A-ba, miután az 1947-48-as szezonban megnyerték a Serie B küzdelmeit. Több akkori nagy sztárral is leszerződtek, például a korábbi Juventus, Čestmír Vycpálek-kel. A Serie A-s tagság most már hosszabbra nyúlt, legközelebb ugyanis 1954-ben estek ki. Ekkortájt a csapat elkezdett jojózni a két olasz topliga között. Ezekben az években megfordultak itt a kor nagyobb sztárjai, például az argentin Santiago Vernazza (51 gól 115 mérkőzésen), a kapus Roberto Anzolin, Carlo Mattrel, Giuseppe Furino és Franco Causio. 1962-ben elérte a csapat addigi legjobb eredményét, 8. lett. Ám ezután hihetetlen mélyrepülés következett, ugyanis 1963-ban ismét kiestek, és újabb 5 évet töltöttek a másodosztályban.
1970-ben új tulajdonos érkezett a klub élére, Renzo Barbera. 1973 után a csapat hosszú ideig a Serie B-ben játszott. Ezalatt kétszer is elértek az Olasz Kupa döntőjébe, ám mindkétszer, nagyon nagy küzdelemben kikaptak. 1974-ben a Bologna ellen tizenegyespárbaj után, míg 1979-ben a Juventus ellen is csak a hosszabbítás perceiben vesztettek. Barbera 1980-ban elhagyta a csapatot, és 4 évvel később egészen a Serie C1-ig süllyedtek nélküle. Az 1985-86-os volt az utolsó szezon, mielőtt az újbóli pénzhiány miatt ismét megszűnt volna a csapat, hiába kerülték el a kiesést. 1987 nyarán, egy profi csapat nélküli év után, a csapatot újraalapították, és a Serie C2-ben indultak, amit rögtön meg is nyertek. 
Az 1990-es években ismét sokat lifteztek, csak mosta Serie B és a Serie C1 között, több-kevesebb sikerrel.Az 1995-96-os szezonban elért Olasz Kupa-negyeddöntő volt ekkoriban a legnagyobb sikerük. 1998-ban visszatértek oda, ahonnan indultak, a Serie C2-be, ugyanis az osztályozón kikaptak összesítésben a Battipagliese együttesétől. 2000-ben a Roma tulajdonosa, Franco Sensi vásárolta meg az együttest, és egy évvel később feljutottak a Serie B-be.2002 nyarán Maurizio Zamparini lett az elnök, és célul azt tűzte ki, hogy visszajuttatja a csapatot a Serie A-ba. Ez meg is történt a kemény, ám sikeres 2003-04-es bajnokság után, amikor is megnyerték a Serie B küzdelmeit, és 31 év után Francesco Guidolin edzősködése alatt ezt sikerült megtenni. A 2004-2005-ös szezonban (tehát újoncként!)rögtön egy UEFA-kupa-selejtezős helyet sikerült elérniük, ilyen eredményt a csapat eddigi fennállása során nem produkált még. Luca Toni megdöntötte a Palermo Serie A-s gólcsúcsát, amikor 20 gólt szerzett a szezonban. Guidolin 2005-ben elhagyta a csapatot, és helyére Luigi Del Neri került, ám miután neki nem sikerült elődje sikereit legalább megközelítenie, hamarosan neki is távoznia kellett, és utódja Giuseppe Papadopulo lett. Egy kudarcként megélt nyolcadik hely ellenére az UEFA-kupában továbbjutottak csoportjukból, és az Olasz Kupa elődöntőjéig meneteltek. Ezután Guidolin tért vissza az egyesülethez, amely ismét játszhatott az UEFA-Kupában. Ezenkívül a csapat három játékost adott a világbajnok olasz csapatba(ők Andrea Barzagli, Cristian Zaccardo és Fabio Grosso). A 2006-2007-es szezont az új igazolások miatt nagy várakozások előzték meg, és jól is indult a szezon, ami beteljesíthette volna ezeket a várakozásokat. Ám egyszer csak, 11 győztes meccs után, a csapat hirtelen visszaesett a harmadikról a hetedik helyre. A szezont végül az ötödik helyen fejezték be, ismét UEFA-kupa-szereplést érő helyen, Stefano Colantuonóval Guidolin helyén. 2007 novemberében, egy Juventus elleni 5:0-s vereség után Zamparini menesztette Colantuonot, és ismét Guidolint hozta a csapathoz. 2008. március 24-én azonban Guidolint negyedszer is menesztették, és helyére, i mmár másodszor a szezonban, újfent Colantuono került.
A csapat 2017-ben kiesett az olasz élvonalból (Serie A). 2019-ben a másodosztály (Serie B) harmadik helyén zárt a klub, így jogot szerzett a feljutásért vívott osztályozón való részvételre. Az olasz szövetség azonban pénzügyi szabálytalanságok miatt a Serie B utolsó helyére sorolta a csapatot, amely így kiesett a harmadosztályba (Serie C). 2019 május 30.-án enyhítettek az ítéleten és a tabella eredeti végeredményéhez képest 20 pont levonással büntették a Palermo csapatát így - ideiglenesen - maradhatott a másodosztály küzdelmeiben, július 13-án azonban hivatalossá vált, hogy a csapat legjobb esetben a negyedosztályban szerepelhet, miután a klub vezetése nem adta le időben a nevezéshez szükséges dokumentációkat. Július 25-én Leoluca Orlando (Palermo polgármestere) kiértékelte a beérkezett pályázatokat, amit végül a Hera Hora nevű cég nyert. Az érvényes nevezést sikerült a kitűzött időpontig eljuttatni a negyedosztály vezetésének, így a Palermo hivatalosan is megkezdhette a 2019/20-as kiírást a Serie D - I csoportjában. Az egyesület ezen a néven 2019. október 18-án hivatalosan is megszűnt az Unione Sportiva Città di Palermo. Ezt követően SSD Palermo néven új csapat alakult, új tulajdonosi körrel és szereplésüket így folytathatta az olasz negyedosztályban.

### Technikai személyzet jelenleg
- Davide Ballardini – vezetőedző
- Fabio Viviani – másodedző
- Vincenzo Sicignano – kapusedző
- Giovanni Bosi – Primavera(U-20)-as vezetőedző

## Stadion
A Palermo hazai meccseit az Stadio Renzo Barberában játssza, ami 37000 férőhelyes. A stadiont 1932-ben építették, ám a fasiszta rezsim alatt Stadio Littorio volt. A nyitómeccs az Atalanta ellen volt, ahol a Palermo nagyon sima, 5:1-es győzelmet aratott.1936-ban a stadiont ismét átnevezték, a neve Stadio Michele Marrone lett. A személy egy olasz fasiszta hős, aki a spanyol polgárháborúban halt meg. Amikor a stadionokban még állóhelyek is voltak, az 1950-es években, a stadion befogadóképessége mintegy 50 000 fő volt, ám mikor a stadiont az 1990-es VB-re fölújították, a maximális befogadóképesség lecsökkent mintegy 37 000-re.

## Játékoskeret
Legutóbb 2020. október 30-án lett frissítve.
| #  |     | Poszt | Név                                               |
| -- | --- | ----- | ------------------------------------------------- |
| 1  | ITA | K     | Alberto Pelagotti                                 |
| 2  | ALB | V     | Masimiliano Doda                                  |
| 3  | ITA | V     | Niccolò Corrado (kölcsönben az Internazionaletől) |
| 4  | ITA | V     | Andrea Accardi                                    |
| 5  | ITA | KP    | Andrea Palazzi (kölcsönben a Monzatól)            |
| 6  | ITA | V     | Roberto Crivello (csapatkapitány-helyettes)       |
| 7  | ITA | CS    | Roberto Floriano                                  |
| 8  | FRA | KP    | Malaury Martin                                    |
| 9  | ITA | CS    | Andrea Saraniti                                   |
| 10 | ITA | CS    | Andrea Silipo                                     |
| 11 | ARG | CS    | Mario Santana (csapatkapitány)                    |
| 12 | ITA | K     | Mattia Fallani                                    |
| 13 | ITA | V     | Edoardo Lancini                                   |
| 14 | ITA | CS    | Nicola Valente                                    |

| #  |     | Poszt | Név                                     |
| -- | --- | ----- | --------------------------------------- |
| 15 | ITA | V     | Ivan Marconi                            |
| 16 | ITA | V     | Manuel Peretti                          |
| 17 | ITA | CS    | Lorenzo Lucca                           |
| 18 | ITA | KP    | Salvatore Florio                        |
| 19 | GHA | KP    | Moses Odjer                             |
| 20 | SEN | CS    | Mamadou Kanouté                         |
| 21 | ITA | KP    | Jérémie Broh                            |
| 22 | ITA | K     | Marco Matranga                          |
| 23 | ITA | CS    | Nicola Rauti (kölcsönben a Torinotól)   |
| 24 | ITA | V     | Michele Somma (3. számú csapatkapitány) |
| 25 | ITA | V     | Christian Cangemi                       |
| 26 | GAM | V     | Bubacarr Marong                         |
| 27 | ITA | KP    | Gregorio Luperini                       |
| 29 | ITA | V     | Alberto Almici                          |

## Híres játékosok
- Luca Toni
- Fabrizio Miccoli
- Salvatore Sirigu
- Andrea Raggi
- Andrea Belotti
- Emerson Palmieri
- Andrea Barzagli
- Fabio Grosso
- Paulo Dybala
- Javier Pastore
- Toni Šunjić
- Mato Jajalo
- Simon Kjaer
- Samir Ujkani
- Kyle Lafferty
- Kamil Glik
- Josip Ilicic
- Robin Quaison
- Edinson Cavani

## Szurkolók
A Palermo-szurkolók az egyik legfanatikusabbak Olaszországban. Az úgynevezett Szicíliai Derbi, a Catania-Palermo meccs mindig nagy rendőri előkészületeket igényel, ám 2007-ben ez sem segített, mikor meghalt egy rendőr a Catania-drukkerekkel való összecsapás során. Ezután az eset után a szövetség a komplett fordulót elhalasztotta, és még az addigihoz képest is elképesztően szigorú biztonsági intézkedéseket vezetett be.

## Eredmények
- Olasz Kupa
  - döntős:1973-74, 1978-79, 2010-11
- Serie B:
  - bajnok:1931–32, 1947–48, 1967–68, 2003–04, 2013-14
  - második:1958-59
- Serie C:
  - bajnok:1941-42
- Serie C1:
  - bajnok:1984–85, 1992–93, 2000–01
  - második:1990–91, 1998–99
- Serie C2:
  - bajnok:1987-88
- Serie D - I csoport:
  - bajnok:2019-20